# 今井政之
今井 政之（いまい まさゆき、1930年12月25日 - 2023年3月6日）は、日本の陶芸家。位階は従三位、勲等は文化勲章。公益社団法人日展名誉顧問、日本芸術院会員、文化功労者。国際陶芸アカデミー会員。
京都府美術工芸家協会理事、社団法人日展常務理事、財団法人京都文化財団理事などを歴任した。

## 人物
苔泥彩とよばれる独特の技法を生みだし、現代陶芸界に独自の領域を開拓。
花や魚の模様を象嵌する技法の第一人者として知られ海外でも高い評価を受けている。

## 来歴

### 生い立ち
大阪府大阪市出身。
1943年、父の郷里広島県賀茂郡竹原町（現・竹原市）に移り住む。広島県立竹原工業学校（現・広島県立竹原高等学校）卒業後、岡山県備前市に赴き備前焼の修行を始める。1952年、京都に移り、初代勝尾青龍洞の門に入り楠部彌弌に師事。

### 陶芸家として
1953年、発足した青陶会創立メンバーとなる。同年、第9回日展に初入選。1959年、第2回新日展、1963年、第6回新日展にて特選・北斗賞を受賞。1965年、異例の早さで日展審査員を務める。1976年に評議員、1998年に理事に就任し、以降、日展重鎮作家としての地位を築く。1993年、京都府文化賞功労賞を受賞するとともに、紺綬褒章を受章した。1995年、毎日芸術賞。1998年、「赫窯双蟹」で日本芸術院賞を受賞した。2003年、日本芸術院会員に選出される。また、日展の常務理事となった。2008年、京都府文化賞特別功労賞を受賞。2009年、旭日中綬章を受章した。そのほか、国際陶芸アカデミー会員、京都文化財団理事などを務めた。2011年、文化功労者に選ばれ顕彰された。2018年、文化勲章を受章した。
2023年3月6日、死去。92歳没。死没日付をもって従三位に叙された。

## 略歴
- 1930年 - 大阪府大阪市にて誕生。
- 1952年 -  初代勝尾青龍洞の門下となり、楠部彌弌に師事。
- 1953年 - 青陶会創立。
- 1965年 - 日展審査員。
- 1976年 - 日展評議員
- 1998年 - 日展理事。
- 2003年 - 日本芸術院会員。
- 2004年 - 日展常務理事。

## 賞歴
- 1953年 - 第9回日展入選。
- 1959年 - 第2回新日展特選・北斗賞。
- 1963年 - 第6回新日展特選・北斗賞。
- 1965年 - 日本陶磁協会賞。
- 1991年 - 広島文化賞。
- 1993年 - 京都府文化賞功労賞。
- 1994年 - 京都市文化功労者[5]。
- 1995年 - 毎日芸術賞。
- 1998年 - 日本芸術院賞。
- 2003年 - 広島県地域文化功労者。
- 2007年 - やましな栄誉賞。
- 2008年 - 京都府文化賞特別功労賞。
- 2011年 - 中国文化賞。
- 2012年 - 竹原市名誉市民[6]。
- 2018年 - 広島県名誉県民[7]。
- 2019年 - 京都府特別感謝状。京都市名誉市民[8]。

## 栄典
- 1993年 - 紺綬褒章。
- 2009年 - 旭日中綬章[9]。
- 2011年 - 文化功労者[10]。
- 2018年 - 文化勲章[11]。
- 2019年 - 紺綬褒章飾版
- 2020年 - 紺綬褒章飾版[12]
- 2023年 - 従三位（歿後叙位）

## 展示館
今井政之展示館は、竹原市高崎町西の谷に開設された作陶場及び作品展示館。豊山窯と、茶室の松聲軒・柳慶亭も同一敷地内にある。広島県竹原市高崎町西の谷2027-1にあり、定休日は月曜日。芸陽バス「今井政之展示館前」バス停より徒歩で約1分。
- 高速バス「かぐや姫号」（忠海駅発着便）：広島バスセンター・広島駅・竹原駅・新港橋・竹原フェリー方面 - 今井政之展示館前 - 大乗駅前・忠海駅前方面
- 三原-竹原線：竹原駅・新港橋・竹原フェリー前方面 - 今井政之展示館前 - 大乗駅前・忠海駅前・三原駅方面
- フェリー線：竹原駅方面 - 新港橋 - 竹原フェリー方面

旧光本家住宅 今井政之陶芸の館は、竹原市本町にある旧光本家住宅内の土蔵を改装してつくられた。今井政之が親しんだ瀬戸内海の魚・草花・生き物などの自然をモチーフにした作品約30点が展示されている。たけはら町並み保存地区、広島県竹原市本町3-7-4にあり、定休日は火・水・木曜日と年末年始。芸陽バス「新港橋」バス停より徒歩で約8分、JR呉線 竹原駅より徒歩で約15分。